# Капустинська сільська рада (Старокостянтинівський район)
Капу́стинська сільська́ ра́да — адміністративно-територіальна одиниця та орган місцевого самоврядування у Старокостянтинівському районі Хмельницької області. Адміністративний центр — село Капустин.

## Загальні відомості
- Населення ради: 357 осіб (станом на 2001 рік)

## Населені пункти
Сільській раді були підпорядковані населені пункти:
- с. Капустин

## Склад ради
Рада складалася з 12 депутатів та голови.
- Голова ради: Мизернюк Світлана Михайлівна
- Секретар ради: Яблукова Олена Іванівна

### Керівний склад попередніх скликань
| Прізвище, ім'я, по батькові  | Основні відомості                                                               | Дата обрання | Дата звільнення |
| ---------------------------- | ------------------------------------------------------------------------------- | ------------ | --------------- |
| Гальома Микола Олександрович | Сільський голова, 1972 року народження, член Партії регіонів                    | 26.03.2006   | 31.10.2010      |
| Мизернюк Світлана Михайлівна | Сільський голова, 1964 року народження, освіта середня спеціальна, позапартійна | 31.10.2010   |                 |

Примітка: таблиця складена за даними сайту Верховної Ради України

### Депутати
За результатами місцевих виборів 2010 року депутатами ради стали:

#### За суб'єктами висування
| Суб'єкт висування                 | Кількість обраних депутатів | %    |
| --------------------------------- | --------------------------- | ---- |
| Народна партія                    | 4                           | 33,3 |
| Партія регіонів                   | 3                           | 25   |
| Комуністична партія України       | 2                           | 16,7 |
| Самовисування                     | 2                           | 16,7 |
| Політична партія «Сильна Україна» | 1                           | 8,3  |

#### За округами
| № округу                          | Прізвище, ім'я, по батькові    | Дата визнання обраним | Освіта             | Партійна приналежність | Відомості про обраного депутата                |
| --------------------------------- | ------------------------------ | --------------------- | ------------------ | ---------------------- | ---------------------------------------------- |
| Комуністична партія України       |                                |                       |                    |                        |                                                |
| 7                                 | Первак Василь Григорович       | 02.11.2010            | незакінчена вища   | позапартійний          | пенсіонер                                      |
| 10                                | Демчук Василь Володимирович    | 02.11.2010            | незакінчена вища   | позапартійний          | ПАФ «Чудова земля», агроном                    |
| Народна Партія                    |                                |                       |                    |                        |                                                |
| 1                                 | Яблуков Микола Васильович      | 02.11.2010            | середня            | член Народної партії   | Старокостянтинівський Агро, охоронець          |
| 2                                 | Малинюк Василь Іванович        | 02.11.2010            | середня            | член Народної партії   | пенсіонер                                      |
| 9                                 | Кравчук Галина Василівна       | 02.11.2010            | середня            | позапартійна           | приватний підприємець                          |
| 11                                | Майструк Василь Петрович       | 02.11.2010            | середня спеціальна | позапартійний          | Старокостянтинівський елеватор, охоронець      |
| Партія регіонів                   |                                |                       |                    |                        |                                                |
| 5                                 | Ковальчук Тетяна Володимирівна | 02.11.2010            | незакінчена вища   | позапартійна           | Капустинська сільська рада, завідувачка клубу  |
| 8                                 | Яблукова Олена Іванівна        | 02.11.2010            | незакінчена вища   | позапартійна           | Капустинська сільська рада, зав. бібліотекою   |
| 12                                | Стахмич Микола Миколайович     | 02.11.2010            | середня            | позапартійний          | тимчасово не працює                            |
| Політична партія «Сильна Україна» |                                |                       |                    |                        |                                                |
| 3                                 | Комисливий Віктор Іванович     | 15.11.2010            | середня            | позапартійний          | ПАФ «Чудова земля», завідувач складу           |
| Самовисування                     |                                |                       |                    |                        |                                                |
| 4                                 | Марцинюк Василь Олександрович  | 02.11.2010            | вища               | позапартійний          | Капустинська сільська рада, головний бухгалтер |
| 6                                 | Храбан Руслан Костянтинович    | 02.11.2010            | середня            | позапартійний          | тимчасово не працює                            |